# Casa Seilhan
La Casa Seilhan (occità: Ostal Seilhan; francès: Maison Seilhan) és un edifici de finals del segle XII situat a la plaça del Parlamanet de Tolosa de Llenguadoc. Va ser la residència de Sant Domènec i lloc on es va fundar l'Orde dels Germans predicadors.
La casa va ser cedida per Pèire Seilhan, veguer del comte de Tolosa, a Domènec de Guzmán el 25 d'abril de 1215. La casa Seilhan, que es pot visitar, presenta diverses obres artístiques que representen els sants de l'Orde i records vinculats a la figura d'Henri Lacordaire (1802-1861), restaurador de l'Orde a França.
Algunes parts de l'edifici han estat catalogades com a Monument Històric de França.

## Història
El 1215, el predicador castellà Domènec de Guzmán, es va instal·lar amb diversos companys a la casa familiar d'un d'ells, Pèire Seilhan. El 25 d'abril de 1215, Domènec va rebre oficialment, com a cap de la comunitat, la propietat de la casa, part de l'herència delegada a Pèire Seilhan compromès per vots religiosos.

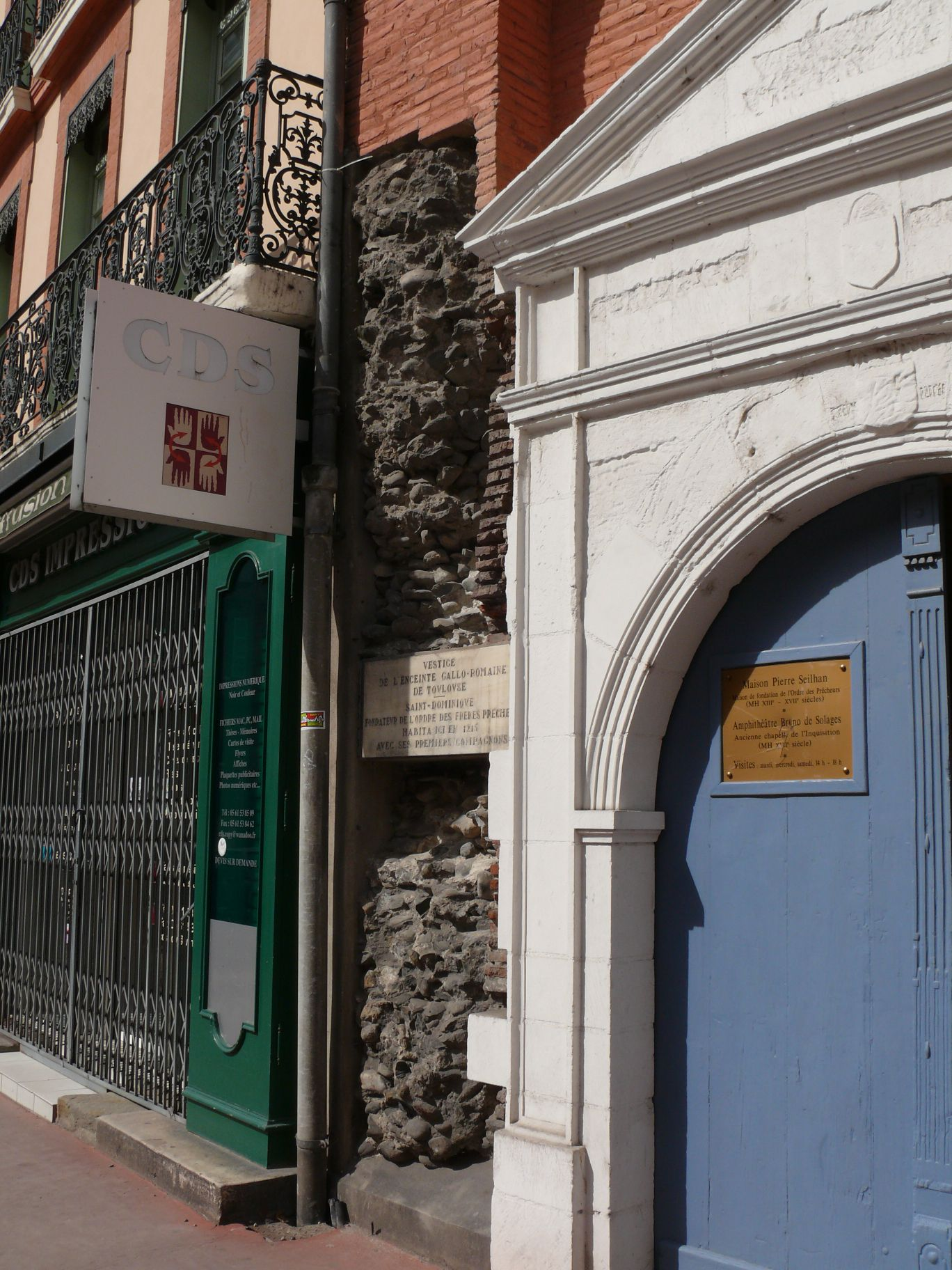
Vestigis de la muralla galo-romana.

Els dominics, malgrat instal·lar-se el juliol de 1216 al priorat de Sant Romà (carrer Saint-Rome) i, poc a poc a partir del 1234, a l'església dels Jacobins, els monjos de l'orde van mantenir la casa per al seu ús fins a finals del segle xviii. La casa s'utilitzava per allotjar els germans separats de la comunitat al servei de la Inquisició, d'aquí que també es se la conegui amb el nom de "Casa de la Inquisició".
El portal de pedra blanca de la Casa Seilhan va ser tallat i afegit al segle xvi pel mestre paleta de Tolosa Laurent Clary.
L'any 1989, l'Associació Tolosana de Sant Domènec va comprar la Casa en nom de l'Orde dels Predicadors. Paral·lelament, l'Institut Catòlic de Tolosa va adquirir la resta d'edificis, inclosa l'antiga capella habilitada al segle xvii. La capella es va transformar llavors en un amfiteatre i es va convertir en una aula. La capella de les Germanes de la Societat de Maria Reparadora (últims propietaris abans de l'Institut Catòlic) va prendre llavors el nom d'amfiteatre Bruno de Solages.
El conjunt, la Casa Seilhan i l'amfiteatre Bruno de Solages, es recolza sobre les restes de les muralles romanes de Tolosa.

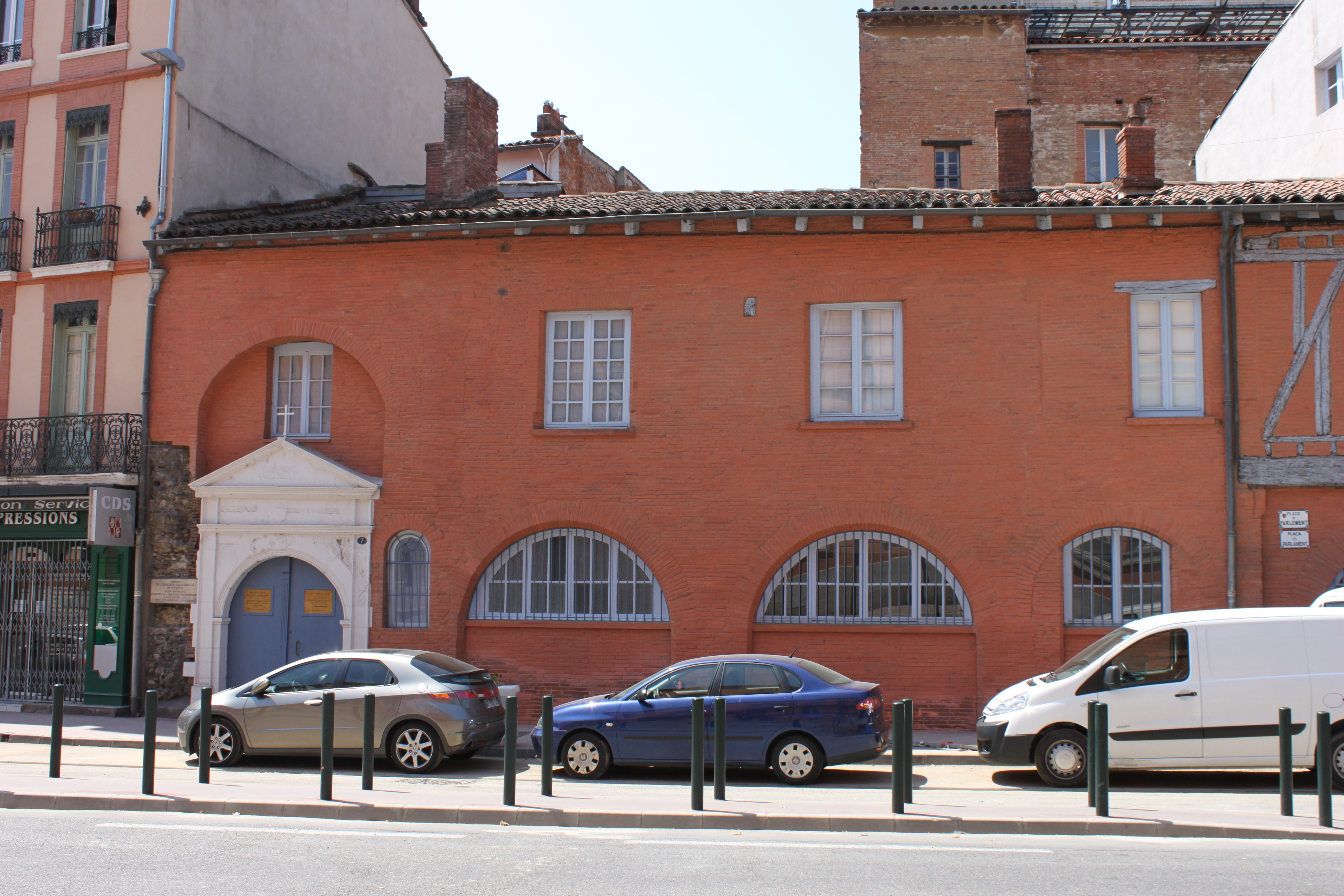
Casa Seilhan.

Els treballs de desenvolupament de l'amfiteatre Bruno de Solages van posar a la llum un sostre pintat entre 1648 i 1650 per un novici dominicà, Balthasar-Thomas Moncornet (1630-1716). En quinze requadres s'hi representa la vida del fundador, Sant Domènec. Quatre pintures murals, ara perdudes, completaven les escenes del sostre.
La Casa Seilhan conserva un cicle de sis quadres de 1754 pintats per Verotius per al convent dominic de Trèveris (Alemanya), les obres van entrar a la Casa Seilhan l'1 de febrer de 1861.
A la casa s'hi conserva, en forma d'oratori, la sala on la tradició diu que la primera comunitat va dormir i va resar-hi. A més del seu antic sostre pintat, la sala té un vitrall contemporani, obra del dominicà Kim En Joong i un altar esculpit l'any 2014 per Dominique Kaeppelin.

## Espais

### La capella

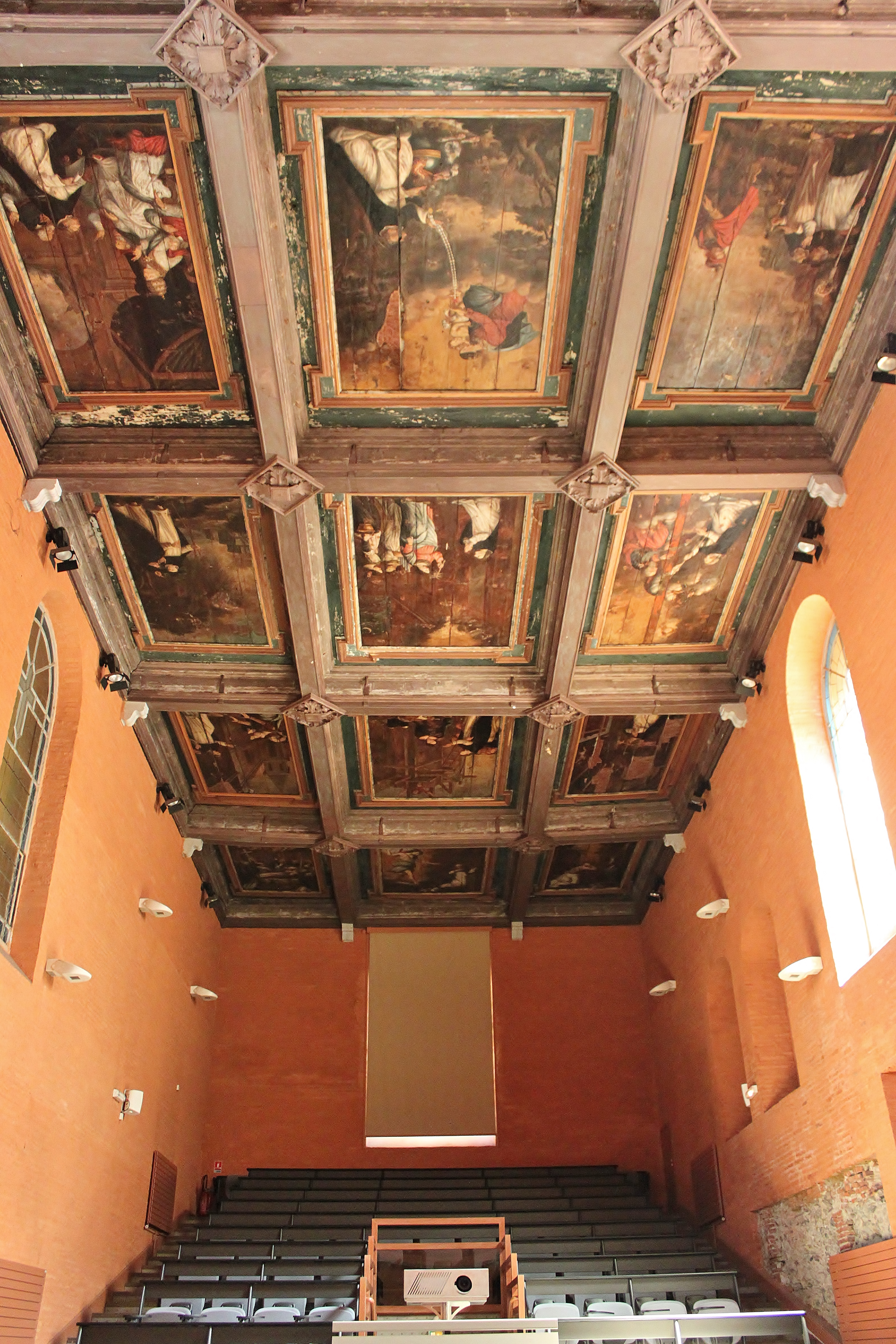
Amfiteatre Bruno de Solages.

En aquest espai hi havia hagut primer la capella de l'edifici i després la sala de judicis del tribunal de la Inquisició. Tanmateix el 1648 els Dominicans van demolir l'antiga sala i al mateix lloc hi van edificar el 1650 l'actual estructura que va exercir de capella. Actualment s'ha reconvertit en un amfiteatre de la Universitat Catòlica de Tolosa. El seu sostre està format per una sèrie de pintures del segle XVII que mostren la vida de Sant Domènec. Aquesta sèrie va ser pintada per Baltasar Moncornet, un frare dominic. De fet, l'orde anima els seus membres a expressar els seus talents, especialment els artístics, deixant-los molta llibertat.
Un dels quadres mostra Maria oferint el Rosari a Sant Domènec, simbolitzant a Maria prenent l'orde sota la seva protecció. Tanmateix, és tracta només d'una idealització, ja que el Rosari encara no existia a l'època del sant. Els dominics han guardat sempre una gran pietat mariana.
Un altre mostra Sant Pere i Sant Pau oferint a Domènec el bastó, les Escriptures i les claus del Regne, per reconciliar les persones amb Déu.
Un altre encara mostra un gos amb una torxa encesa a la boca davant d'un globus terrestre, que fa referència a la paraula de l'Evangeli que diu que Jesús ve a encendre un gran foc a la Terra. El gos es va adoptar com a un dels símbols de l'orde pel joc de paraules sorgit de la locució llatina Domini canes (el gos del mestre), la qual recorda la paraula “dominicà”.

### La cambra de Sant Domènec

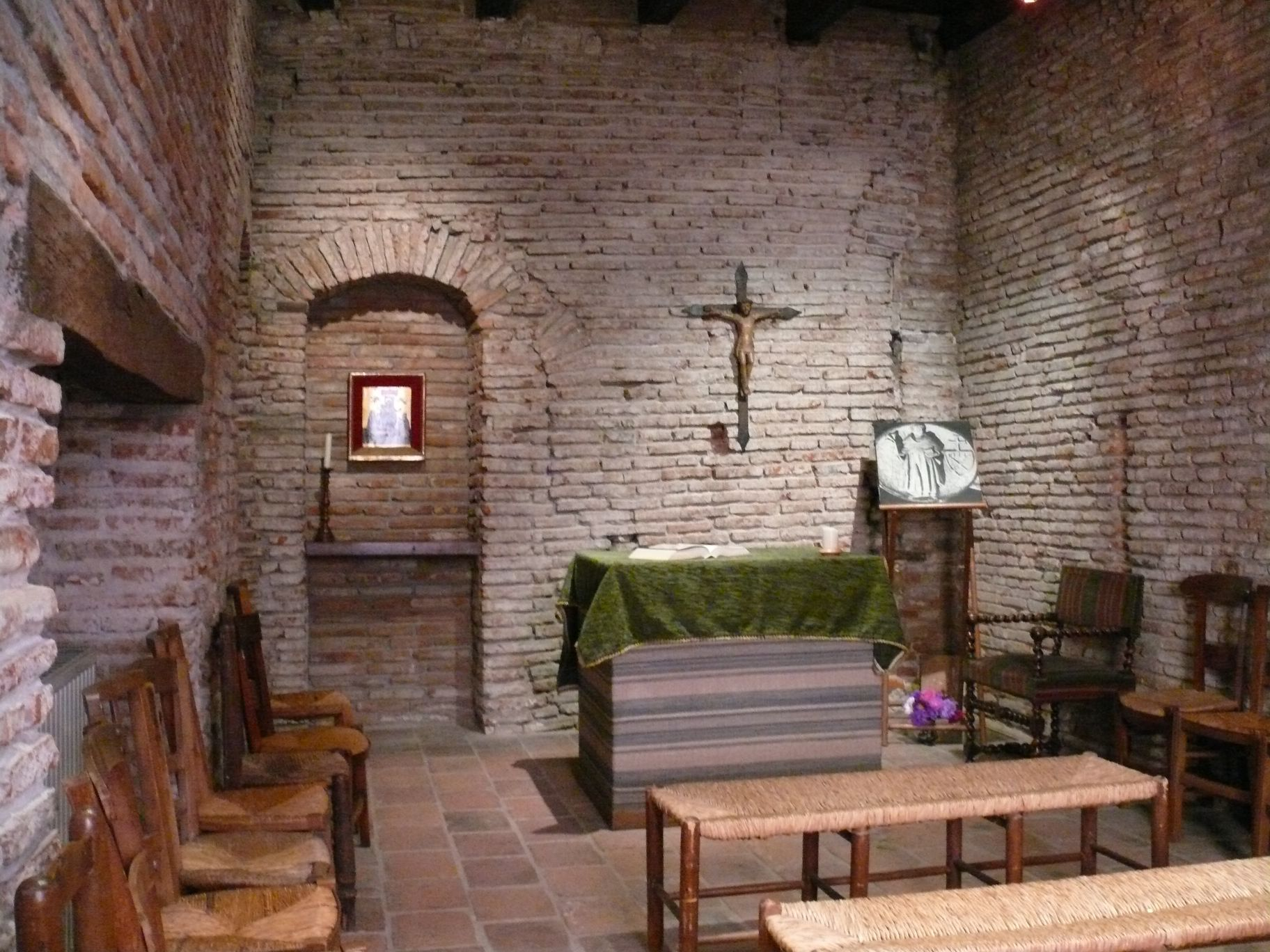
Cambra de Sant Domènec.

En aquest espai s'hi poden veure les restes de la muralla de l'antic recinte galo-romà de la ciutat. Segons la tradició aquesta sala va ser el dormitori de Sant Domènec. Dues sales contigües mostren les pintures de sant Tomàs d'Aquino i un llit i una túnica que van pertànyer a Henri-Dominique Lacordaire, que va recuperar l'ordre a França després de la Revolució.